# Marion Pinkpank
Marion Pinkpank (* 19. Oktober 1973 in West-Berlin) ist eine deutsche Moderatorin und Synchronsprecherin.

## Leben
Nach dem Abitur Juni 1993 am Georg-Büchner-Gymnasium im Berliner Ortsteil Lichtenrade studierte Pinkpank von 1993 bis 1997 Germanistik und Grundschulpädagogik an der FU Berlin. Anschließend studierte sie ab 1997 Sportwissenschaft und Ältere deutsche Literatur. Sie schloss ihr Studium an der FU im Jahr 2005 mit dem Magister Artium ab.
Ihre berufliche Laufbahn begann sie 1995/1996 beim Radiosender Charlie 87,9 als Redaktions- und Sendeassistentin. Anschließend arbeitete sie 1996/1997 beim Fernsehsender Puls TV als Redaktionsassistentin. Von 1997 bis 2005 arbeitete sie beim Radiosender Fritz als Moderatorin, Reporterin und Redakteurin. Parallel dazu arbeitete sie 2001/2002 beim Hessischen Rundfunk als Moderatorin, und 1997/1998 bei der Produktion von Loop TV für den Fernsehsender VIVA. 2008 war sie als Moderatorin und Sportreporterin bei mehreren Radiosendern des rbb beschäftigt. Seit September 2010 Moderatorin der Radio-Berlin-Morgensendungen Guten Morgen Berlin und Berlin wacht auf.
Seit März 2018 ist Pinkpank stellvertretende Vorsitzende der SPD Lichtenrade-Marienfelde und seit April 2017 Mitarbeiterin der SPD-Abgeordneten Melanie Kühnemann-Grunow. Sie arbeitete als persönliche Referentin für den Regierenden Bürgermeister Michael Müller im Roten Rathaus.
Seit 2022 moderiert Pinkpank jeweils samstags und sonntags von 16 bis 20 Uhr beim Radiosender Oldie Antenne.

„Momentan bin ich sehr in Schöneberg verliebt. Der Kiez um die Akazienstraße ist toll. Vorher war ich aber auch schon in Kreuzberg, Steglitz und Lankwitz zu Hause. Aufgewachsen bin ich ganz im Süden, in Lichtenrade.“